# Lopezia longiflora
Lopezia longiflora är en dunörtsväxtart som beskrevs av Joseph Decaisne. Lopezia longiflora ingår i släktet enmansblommor, och familjen dunörtsväxter. Inga underarter finns listade i Catalogue of Life.